# Stare Kuchmy
Stare Kuchmy – wieś w Polsce położona w województwie podlaskim, w powiecie białostockim, w gminie Michałowo.
W latach 1975–1998 miejscowość administracyjnie należała do województwa białostockiego.
Wierni Kościoła rzymskokatolickiego należą do parafii Opatrzności Bożej w Michałowie. Natomiast wierni Kościoła prawosławnego należą do parafii Narodzenia Najświętszej Bogarodzicy w Juszkowym Grodzie.